# Budinaż

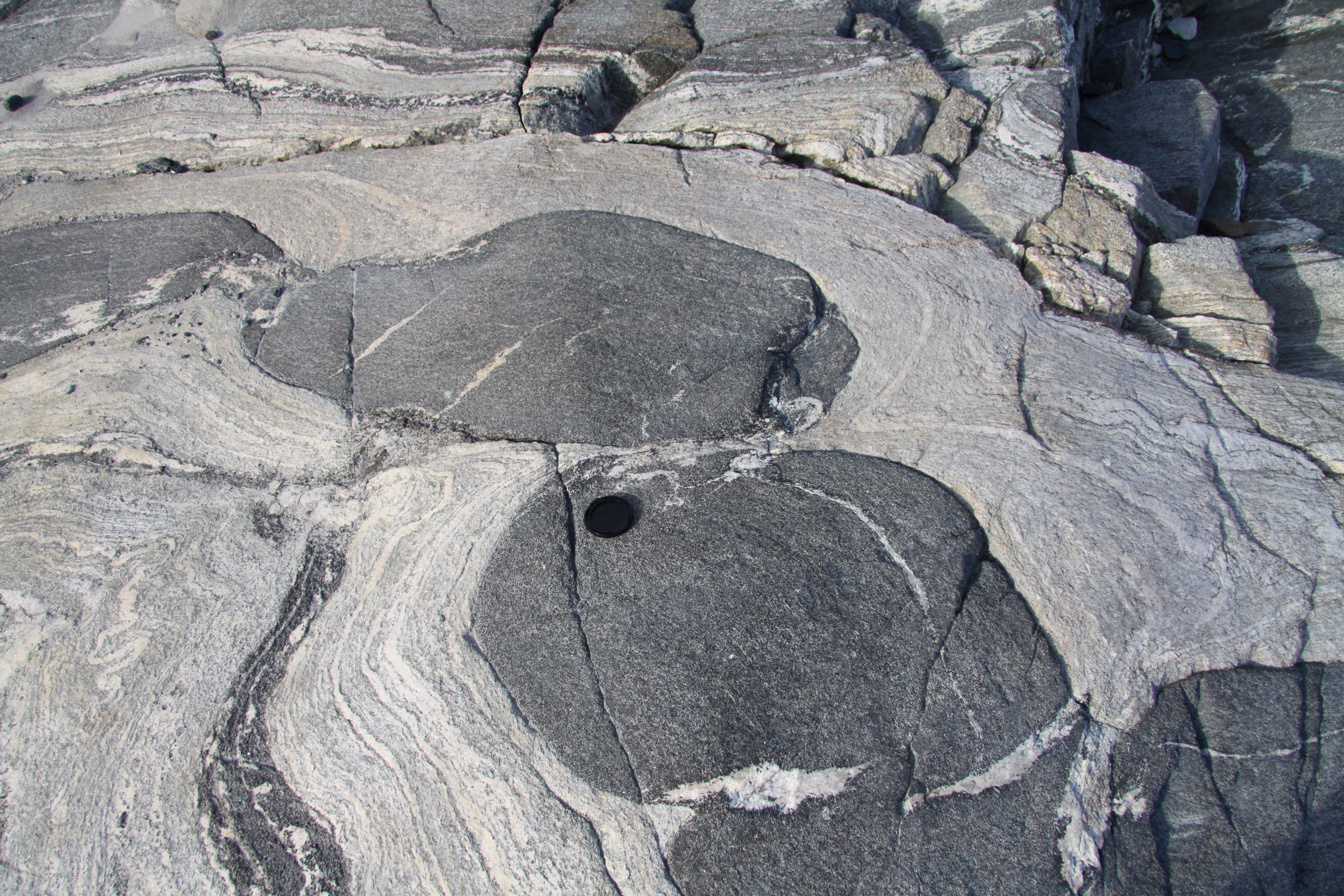
Budinaż

Budinaż – struktura sedymentacyjna lub tektoniczna w formie nieregularnych, izolowanych lub połączonych ze sobą soczewek, powstająca na skutek rozerwania ławicy mniej podatnej otoczonej przez ławice o większej podatności. Budinaż tektoniczny powstaje pod wpływem naprężeń rozciągających w płaszczyźnie ławic i ściskających w kierunku prostopadłym. 
Budinażem nazywamy zarówno proces, jak i strukturę, która w jego wyniku powstaje. Fragmenty tejże struktury nazywamy budinami.
Nazwa pochodzi od francuskiego boudin oznaczającego kaszanka.